# Ternopillea, Mîkolaiiv
Ternopillea (în ucraineană Тернопілля, în germană Dornfeld) este localitatea de reședință a comunei Ternopillea din raionul Mîkolaiiv, regiunea Liov, Ucraina. Satul a fost locuit de germanii galițieni.

## Demografie
Componența lingvistică a localității Ternopillea
     Ucraineană (98,94%)
     Rusă (1,06%)
Conform recensământului din 2001, majoritatea populației localității Ternopillea era vorbitoare de ucraineană (98,94%), existând în minoritate și vorbitori de rusă (1,06%).